# Barista

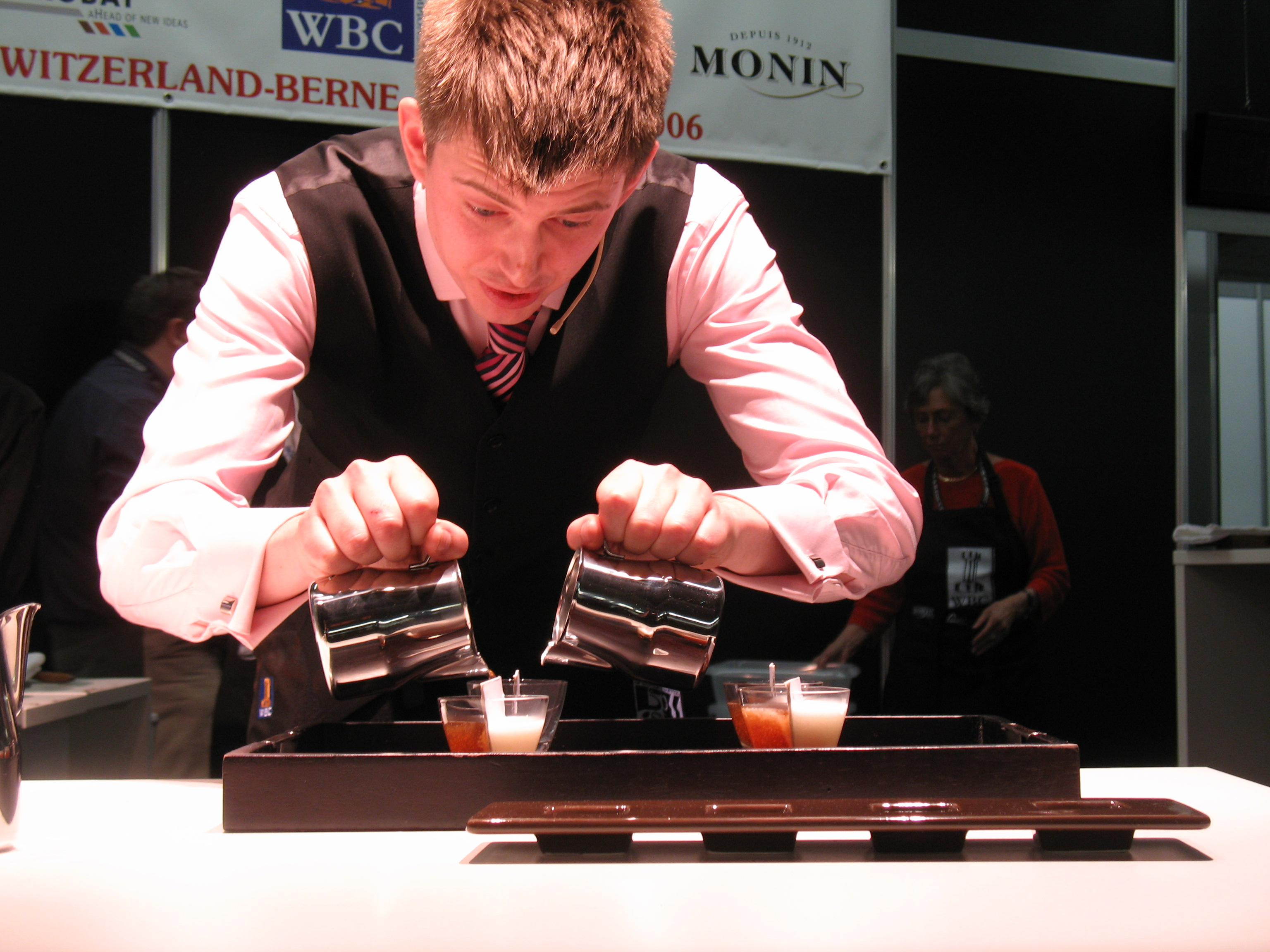
Um barista preparando uma bebida no campeonato mundial de baristas de 2006.

Barista é o profissional especializado em cafés de alta qualidade (cafés especiais). Também trabalha criando novas bebidas baseadas em café, utilizando-se de licores, cremes, bebidas alcoólicas, leite , entre outros.
Um barista profissional deve ser profundo conhecedor de todas as fases da vida do café, desde o cultivo da planta, etapas de processamento e beneficiamento do grão, processos de torra e moagem, além, é claro, dos detalhes processos de extração da bebida, seja em máquinas de expresso ou em outros métodos de preparo.
Em São Paulo, é comemorado desde 2007 o Dia do Barista, no mesmo dia em que se comemora o Dia Nacional do Café: 24 de maio.
Hidenori Izaki, do Japão, foi o vencedor do Campeonato de Baristas de 2014.
Desde 2002 acontece o campeonato de barista no Brasil. Em 2005 foi fundada a Associação de Cafés e Baristas do Brasil (ACBB) que promovia os eventos e campeonatos nacionais até o ano de 2016. A partir de 2016 a associação brasileira de café especial passou a organizar e promover o evento que seleciona o barista campeão que representa o Brasil no campeonato mundial de baristas.
O World Barista Championship (WBC) é a competição de café internacional preeminente produzida anualmente pela  World Coffee Events  (WCE). A competição se concentra na promoção da excelência no café, no avanço da profissão barista e no envolvimento de uma audiência mundial com um evento de campeonato anual que serve como o culminar de eventos locais e regionais em todo o mundo.
Todos os anos, mais de 50 campeões concorrentes preparam quatro espressos, 4 bebidas com leite e 4 bebidas de assinatura originais com padrões rigorosos em uma performance de 15 minutos para música.
Os juízes certificados da WCE de todo o mundo avaliam cada desempenho no sabor das bebidas atendidas, limpeza, criatividade, habilidade técnica e apresentação geral. A bebida de assinatura sempre popular permite que os baristas usem sua criatividade para conquistar os juízes e incorporar uma riqueza de conhecimento do café em uma expressão de seus gostos e experiências individuais.
Campeonato Mundial de Barista 2017. Resultados:
- Campeão:  Dale Harris - Reino Unido
- 2ª: Miki Suzuki - Japão
- 3º: Kapo Chiu - Hong Kong
- 4º: Ben Put - Canadá
- 5: Hugh Kelly - Austrália
- 6º: Kyle Ramage - Estados Unidos

## Origem do termo

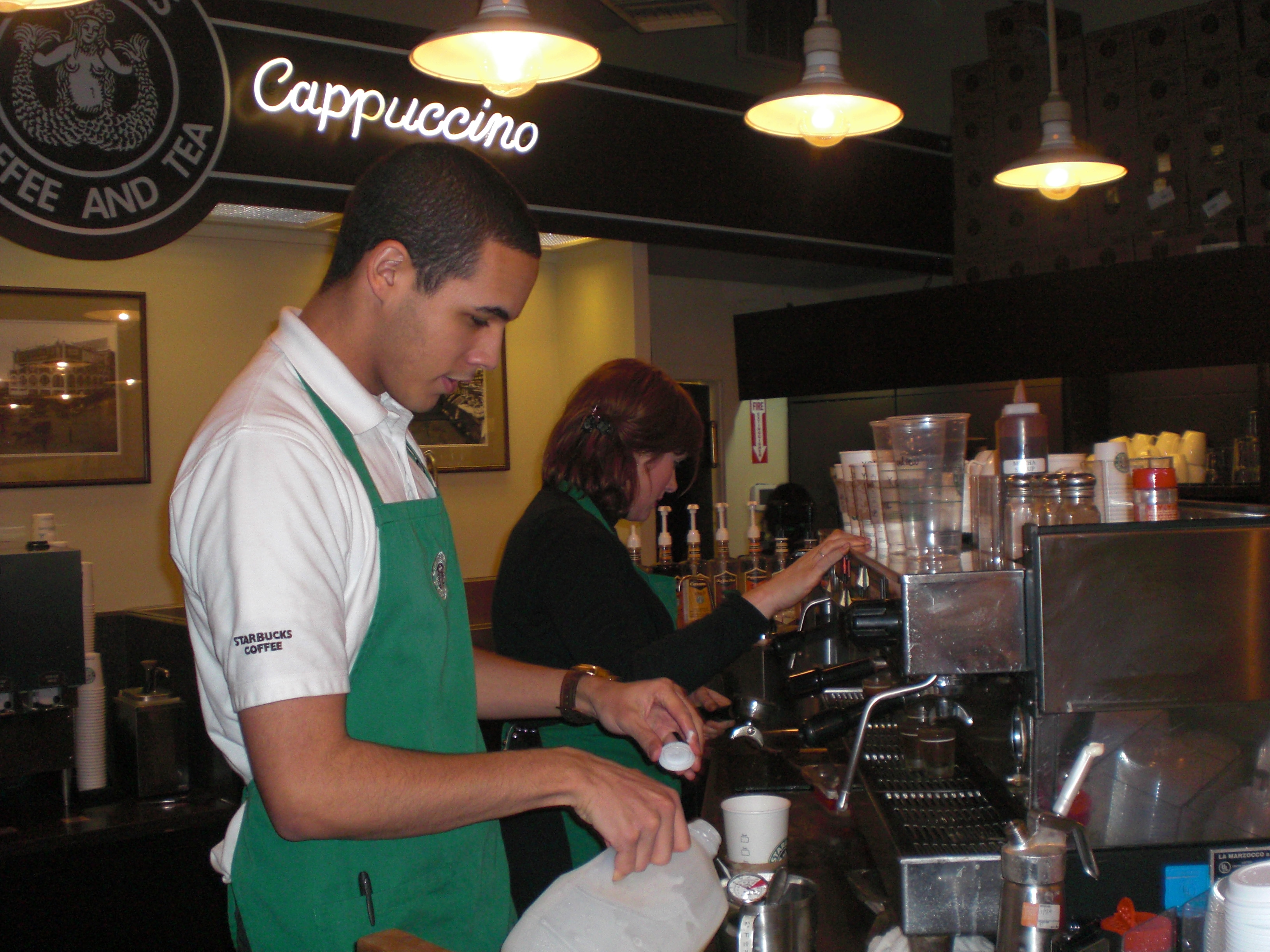
Preparação de cafés

Barista (no plural, baristi [masculino] e bariste [feminino]) em italiano refere-se a qualquer atendente de um bar.
No resto do mundo a designação de barista passou a ser usada para os profissionais que trabalham servindo e preparando cafés no balcão de cafeterias. A profissão foi reconhecida no Brasil e inscrita no Classificação Brasileira de Ocupações como 5134-40 - Barista (Atendente barista, Atendente de cafeteria) .  O Ministério do Trabalho fez isso para oficializar no papel o que os profissionais já  exerciam na prática. O barista precisa, sim,  ter notório conhecimento de cafés.  Não existe uma associação obrigatória ao notório conhecimento de cafés, apesar dessa impressão ser veiculada por pessoas do setor no Brasil.  Em algumas situações especificas,  seria o equivalente ao sommelier do vinho, para o mundo do café; um profissional altamente habilidoso, capaz de identificar os mais diversos matizes e variações na degustação da bebida final, preparar a bebida corretamente nas mais variadas formas de preparo, mas a terminologia é mais vastamente utilizada como substituto de barman ou bartender em cafeterias.